# Massimiliano Mondello
Massimiliano Mondello (Vibo Valentia, 31 gennaio 1975) è un pongista italiano.
Con i suoi 34 titoli assoluti è stato il giocatore italiano di tennistavolo più titolato di tutti i tempi, collezionando oltre 300 presenze in Nazionale assoluta.

## Palmares
Ha vinto 10 titoli italiani individuali assoluti, 8 nel doppio maschile, 5 nel doppio misto, 11 scudetti nella serie A1.
A livello internazionale è stato medaglia d'argento di doppio con Lorenzo Nannoni ai Giochi del Mediterraneo del 1993; ha raggiunto con la Nazionale italiana il terzo posto nei Campionati mondiali del 2000 a Kuala Lumpur, risultato più prestigioso mai raggiunto dall'Italia nel tennistavolo. A squadre ha raggiunto 2 finali e 2 semifinali di Coppa Campioni.

## Partecipazioni internazionali

### Campionati mondiali
- 1991 - Chiba
- 1993 - Göteborg
- 1995 - Tientsin
- 1997 – Manchester
- 1999 – Eindhoven
- 2000 – Kuala Lumpur
- 2001 – Osaka
- 2004 – Doha
- 2005 – Shanghai
- 2006 – Brema

### Giochi olimpici
- 2004 - Atene

Inoltre ha partecipato a 8 Campionati europei, 3 Giochi del Mediterraneo, 19 Pro Tour e 2 Coppe del Mondo WTC.